# Цветоводство (журнал)
«Цветоводство» — российский (советский) журнал о цветоводстве. Входит в число рецензируемых научных журналов, рекомендуемых ВАК для научных публикаций. Основан в 1958 году. В СССР издавался Государственным Агропромышленным комитетом СССР. В настоящее время учредитель и издатель ООО «Редакция журнала „Цветоводство“». В 1958 и 1959 годах издавался с периодичностью 6 номеров в год. В 1960—1980 годах выходило 12 номеров в год. С 1981 года по 2015 год периодичность издания составляла 6 номеров в год. С сентября 2021 года по настоящее время — 4 раза в год с привязкой к сезонам.
Журнал «Цветоводство» — массово-производственный иллюстрированный журнал для цветоводов-профессионалов и любителей. Журнал пишет как о промышленном цветоводстве, так и о выращивании цветов на приусадебном участке и в домашних условиях.